# Jan Jerzy Wroniecki
Jan Jerzy Wroniecki (ur. 14 kwietnia 1890 w Poznaniu, zm. 24 listopada 1948 tamże) – polski grafik, malarz.

## Życiorys
Urodził się jako syn urzędnika Edmunda i Anny z Mazurkiewiczów. W 1905 roku rozpoczął pracę w zakładach graficznych Antoniego Fiedlera. Po uzyskaniu stypendium od Józefa Kościelskiego, wyjechał do Berlina, gdzie studiował w szkole przemysłu artystycznego. Po powrocie do Poznania zajął się działalnością artystyczną. Współpracował z czasopismem „Tęcza”, oraz warszawskim „Sfinksem”. Był członkiem Stowarzyszenia Artystów. W 1917 związał się ze środowiskiem skupionym wokół czasopisma „Zdrój”. Uczestnik powstania wielkopolskiego 1918–1919.

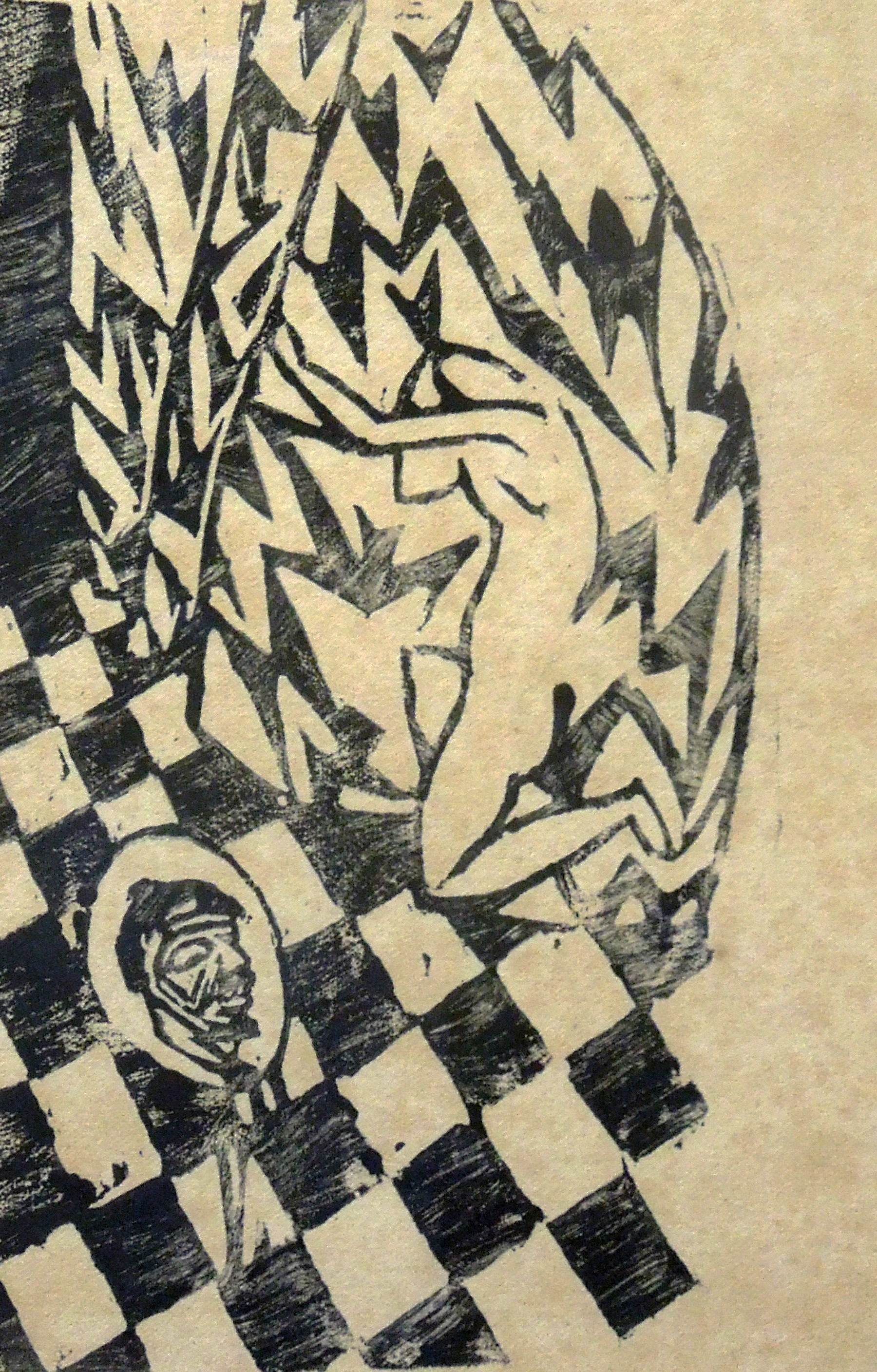
Jan Jerzy Wroniecki - Salome, 1918, linoryt, papier

Był jednym z członków Komitetu Organizacyjnego Szkoły Sztuki Zdobniczej w Poznaniu, w której w roku 1919 objął stanowisko wykładowcy i kierownika Wydziału Grafiki (1919–1939, 1945–1948). 
W 1925 roku na wystawie Sztuki Dekoracyjnej w Paryżu otrzymał Grand Prix za działalność pedagogiczną i prace swoich uczniów. W 1929 otrzymał złoty medal na wystawie sztuki Powszechnej Wystawy Krajowej w Poznaniu. W 1936 otrzymał nagrodę artystyczną miasta Poznania w dziedzinie plastyki. W 1937 odbył podróż do Włoch. Po powrocie zorganizował indywidualną wystawę w Towarzystwie Przyjaciół Sztuk Pięknych, na której pokazał akwarele i rysunki powstałe we Włoszech.
Podczas okupacji został wysiedlony z Poznania do Tarnobrzega. W 1945 roku powrócił do Poznania. W 1944 roku uzyskał mandat od władz Polski Ludowej w Lublinie i rozpoczął proces reaktywowania Instytutu Sztuk Plastycznych, przez kilka miesięcy (od marca do września 1945 roku) pełniąc funkcję dyrektora. Zajęcia odbywały się wówczas w prywatnym mieszkaniu przy ul. Hetmańskiej 29. W 1945 roku Wroniecki zrezygnował z tego stanowiska, proponując je Wacławowi Taranczewskiemu. Do 1948 roku był Kierownikiem Wydziału Grafiki PWSSP w Poznaniu.
Został pochowany na cmentarzu Górczyńskim w Poznaniu (kwatera IIL1-2-9).

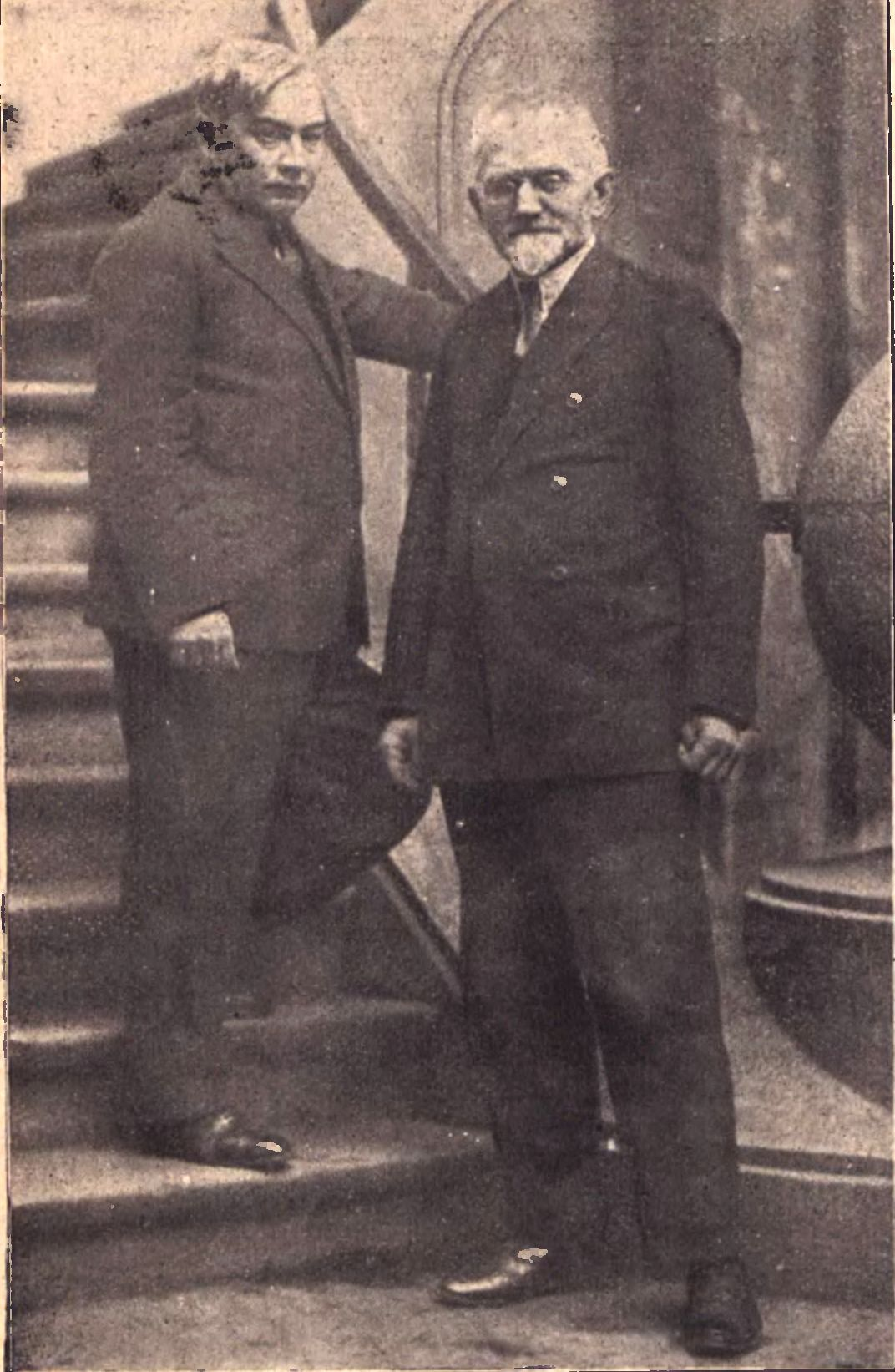
Profesorowie Wiktor Gosieniecki i Jan Jerzy Wroniecki w holu Państwowej Szkoły Sztuk Zdobniczych w Poznaniu

## Ordery i odznaczenia
- Złoty Krzyż Zasługi (11 listopada 1936)[4]